# Campeonato Brasileiro Série A 1984
In 1984 werd de 28ste editie van het Campeonato Brasileiro Série A gespeeld, de hoogste voetbalcompetitie in Brazilië. De officiële naam in die tijd was Copa Brasil. De competitie werd gespeeld van 28 januari tot 27 mei. Fluminense werd kampioen. 

## Format
In de eerste fase werden veertig teams onderverdeeld in acht groepen van vijf clubs, waarvan de top drie doorstootte naar de tweede fase. De nummers vier speelden in een onderlinge confrontatie nog voor een plaats in de tweede fase. In de tweede fase werden de 28 clubs verdeeld over zeven groepen van vier clubs, waarvan de top twee zich plaatste voor de derde fase. Ook de beste derde plaatste zich voor deze fase alsook de kampioen van de Série B van dat jaar. De top twee plaatste zich voor de vierde fase, de knock-outfase.

## Eerste fase

### Groep A
| Plaats | Club          | Wed. | W | G | V | Saldo | Ptn. |
| ------ | ------------- | ---- | - | - | - | ----- | ---- |
| 1.     | São Paulo     | 8    | 4 | 3 | 1 | 16:8  | 11   |
| 2.     | Vasco da Gama | 8    | 4 | 1 | 3 | 20:9  | 9    |
| 3.     | Fortaleza     | 8    | 3 | 2 | 3 | 7:11  | 8    |
| 4.     | Tuna Luso     | 8    | 2 | 4 | 2 | 6:15  | 8    |
| 5.     | Nacional      | 8    | 0 | 4 | 4 | 5:11  | 4    |

|  | Geplaatst voor de tweede fase |
|  | Uitgeschakeld                 |

### Groep B
| Plaats | Club             | Wed. | W | G | V | Saldo | Ptn. |
| ------ | ---------------- | ---- | - | - | - | ----- | ---- |
| 1.     | Atlético Mineiro | 8    | 5 | 2 | 1 | 18:5  | 12   |
| 2.     | Bahia            | 8    | 3 | 3 | 2 | 9:11  | 9    |
| 3.     | CRB              | 8    | 2 | 3 | 3 | 5:9   | 7    |
| 4.     | Treze            | 8    | 2 | 2 | 4 | 7:11  | 6    |
| 5.     | Bangu            | 8    | 1 | 4 | 3 | 4:7   | 6    |

|  | Geplaatst voor de tweede fase |
|  | Uitgeschakeld                 |

### Groep C
| Plaats | Club        | Wed. | W | G | V | Saldo | Ptn. |
| ------ | ----------- | ---- | - | - | - | ----- | ---- |
| 1.     | Santos      | 8    | 7 | 1 | 0 | 20:2  | 15   |
| 2.     | Fluminense  | 8    | 5 | 2 | 1 | 9:3   | 12   |
| 3.     | ABC         | 8    | 3 | 1 | 4 | 9:10  | 7    |
| 4.     | Ferroviário | 8    | 1 | 2 | 5 | 2:16  | 4    |
| 5.     | Confiança   | 8    | 1 | 0 | 7 | 5:14  | 2    |

|  | Geplaatst voor de tweede fase |
|  | Uitgeschakeld                 |

### Groep D
| Plaats | Club        | Wed. | W | G | V | Saldo | Ptn. |
| ------ | ----------- | ---- | - | - | - | ----- | ---- |
| 1.     | Santo André | 8    | 5 | 2 | 1 | 12:8  | 12   |
| 2.     | Grêmio      | 8    | 5 | 2 | 1 | 19:7  | 12   |
| 3.     | Náutico     | 8    | 4 | 2 | 2 | 10:8  | 10   |
| 4.     | Coritiba    | 8    | 2 | 0 | 6 | 11:17 | 4    |
| 5.     | AD Catuense | 8    | 0 | 2 | 6 | 4:16  | 2    |

|  | Geplaatst voor de tweede fase |
|  | Uitgeschakeld                 |

### Groep E
| Plaats | Club        | Wed. | W | G | V | Saldo | Ptn. |
| ------ | ----------- | ---- | - | - | - | ----- | ---- |
| 1.     | Flamengo    | 8    | 4 | 4 | 0 | 13:6  | 12   |
| 2.     | Palmeiras   | 8    | 4 | 3 | 1 | 15:7  | 11   |
| 3.     | Operário FC | 8    | 3 | 3 | 2 | 15:11 | 9    |
| 4.     | Goiás       | 8    | 3 | 2 | 3 | 11:10 | 8    |
| 5.     | Brasília    | 8    | 0 | 0 | 8 | 4:24  | 0    |

|  | Geplaatst voor de tweede fase |
|  | Uitgeschakeld                 |

### Groep F
| Plaats | Club                | Wed. | W | G | V | Saldo | Ptn. |
| ------ | ------------------- | ---- | - | - | - | ----- | ---- |
| 1.     | America             | 8    | 4 | 3 | 1 | 11:7  | 11   |
| 2.     | Atlético Paranaense | 8    | 3 | 3 | 2 | 10:8  | 9    |
| 3.     | Brasil de Pelotas   | 8    | 2 | 4 | 2 | 7:9   | 8    |
| 4.     | Rio Branco          | 8    | 3 | 0 | 5 | 10:17 | 6    |
| 5.     | Cruzeiro            | 8    | 2 | 2 | 4 | 16:13 | 6    |

|  | Geplaatst voor de tweede fase |
|  | Uitgeschakeld                 |

### Groep G
| Plaats | Club                      | Wed. | W | G | V | Saldo | Ptn. |
| ------ | ------------------------- | ---- | - | - | - | ----- | ---- |
| 1.     | Corinthians               | 8    | 3 | 4 | 1 | 9:4   | 10   |
| 2.     | Internacional             | 8    | 2 | 6 | 0 | 12:5  | 10   |
| 3.     | Operário Várzea-Grandense | 8    | 2 | 3 | 3 | 10:11 | 7    |
| 4.     | Joinville                 | 8    | 2 | 3 | 3 | 6:7   | 7    |
| 5.     | Anapolina                 | 8    | 1 | 4 | 3 | 3:13  | 6    |

|  | Geplaatst voor de tweede fase |
|  | Uitgeschakeld                 |

### Groep H
| Plaats | Club         | Wed. | W | G | V | Saldo | Ptn. |
| ------ | ------------ | ---- | - | - | - | ----- | ---- |
| 1.     | Santa Cruz   | 8    | 4 | 3 | 1 | 11:6  | 11   |
| 2.     | Botafogo     | 8    | 4 | 2 | 2 | 8:5   | 10   |
| 3.     | Portuguesa   | 8    | 3 | 3 | 2 | 10:4  | 9    |
| 4.     | Auto Esporte | 8    | 3 | 0 | 5 | 10:17 | 6    |
| 5.     | Moto Club    | 8    | 1 | 2 | 5 | 7:14  | 4    |

|  | Geplaatst voor de tweede fase |
|  | Uitgeschakeld                 |

### Play-off
In geval van gelijkspel gaat de club door met het beste resultaat in de competitie. 
| Thuis        | Score | Uit          |
| ------------ | ----- | ------------ |
| Campo Grande | 0 – 1 | Treze        |
| Coritiba     | 3 – 1 | Ferroviário  |
| Goiás        | 2 – 1 | Rio Branco   |
| Joinville    | 2 – 0 | Auto Esporte |

## Tweede fase

### Groep I
| Plaats | Club       | Wed. | W | G | V | Saldo | Ptn. |
| ------ | ---------- | ---- | - | - | - | ----- | ---- |
| 1.     | Fluminense | 6    | 3 | 2 | 1 | 9:5   | 8    |
| 2.     | Goiás      | 6    | 3 | 1 | 2 | 11:9  | 7    |
| 3.     | São Paulo  | 6    | 2 | 3 | 1 | 7:6   | 7    |
| 4.     | Bahia      | 6    | 0 | 2 | 4 | 3:10  | 2    |

|  | Geplaatst voor de derde fase |

### Groep J
| Plaats | Club             | Wed. | W | G | V | Saldo | Ptn. |
| ------ | ---------------- | ---- | - | - | - | ----- | ---- |
| 1.     | Vasco da Gama    | 6    | 3 | 1 | 2 | 10:3  | 7    |
| 2.     | Grêmio           | 6    | 3 | 1 | 2 | 3:2   | 7    |
| 3.     | Atlético Mineiro | 6    | 2 | 1 | 3 | 6:7   | 5    |
| 4.     | Joinville        | 6    | 2 | 1 | 3 | 4:11  | 5    |

|  | Geplaatst voor de derde fase |

### Groep K
| Plaats | Club      | Wed. | W | G | V | Saldo | Ptn. |
| ------ | --------- | ---- | - | - | - | ----- | ---- |
| 1.     | Santos    | 6    | 2 | 3 | 1 | 11:7  | 7    |
| 2.     | Fortaleza | 6    | 2 | 3 | 1 | 7:8   | 7    |
| 3.     | Palmeiras | 6    | 2 | 2 | 2 | 15:9  | 6    |
| 4.     | CRB       | 6    | 1 | 2 | 3 | 1:10  | 4    |

|  | Geplaatst voor de derde fase |

### Groep L
| Plaats | Club                | Wed. | W | G | V | Saldo | Ptn. |
| ------ | ------------------- | ---- | - | - | - | ----- | ---- |
| 1.     | Atlético Paranaense | 6    | 3 | 1 | 2 | 9:4   | 7    |
| 2.     | Santo André         | 6    | 3 | 1 | 2 | 10:6  | 7    |
| 3.     | Operário FC         | 6    | 3 | 1 | 2 | 5:5   | 7    |
| 4.     | ABC                 | 6    | 1 | 1 | 4 | 5:14  | 3    |

|  | Geplaatst voor de derde fase |

### Groep M
| Plaats | Club              | Wed. | W | G | V | Saldo | Ptn. |
| ------ | ----------------- | ---- | - | - | - | ----- | ---- |
| 1.     | Portuguesa        | 6    | 3 | 2 | 1 | 7:3   | 8    |
| 2.     | Flamengo          | 6    | 3 | 1 | 2 | 7:6   | 7    |
| 3.     | Brasil de Pelotas | 6    | 2 | 1 | 3 | 4:9   | 5    |
| 4.     | Internacional     | 6    | 1 | 2 | 3 | 5:5   | 4    |

|  | Geplaatst voor de derde fase |

### Groep N
| Plaats | Club                      | Wed. | W | G | V | Saldo | Ptn. |
| ------ | ------------------------- | ---- | - | - | - | ----- | ---- |
| 1.     | Coritiba                  | 6    | 3 | 1 | 2 | 8:8   | 7    |
| 2.     | America                   | 6    | 3 | 1 | 2 | 11:7  | 7    |
| 3.     | Operário Várzea-Grandense | 6    | 2 | 1 | 3 | 6:10  | 5    |
| 4.     | Botafogo                  | 6    | 1 | 3 | 2 | 6:6   | 5    |

|  | Geplaatst voor de derde fase |

### Groep O
| Plaats | Club        | Wed. | W | G | V | Saldo | Ptn. |
| ------ | ----------- | ---- | - | - | - | ----- | ---- |
| 1.     | Náutico     | 6    | 3 | 1 | 2 | 8:8   | 7    |
| 2.     | Corinthians | 6    | 2 | 3 | 1 | 8:7   | 7    |
| 3.     | Santa Cruz  | 6    | 2 | 3 | 1 | 6:4   | 7    |
| 4.     | Treze       | 6    | 0 | 3 | 3 | 2:5   | 3    |

|  | Geplaatst voor de derde fase |

## Derde fase

### Groep P
| Plaats | Club        | Wed. | W | G | V | Saldo | Ptn. |
| ------ | ----------- | ---- | - | - | - | ----- | ---- |
| 1.     | Fluminense  | 6    | 4 | 2 | 0 | 9:3   | 10   |
| 2.     | Portuguesa  | 6    | 1 | 3 | 2 | 7:9   | 5    |
| 3.     | Operário FC | 6    | 1 | 3 | 2 | 5:7   | 5    |
| 4.     | Santo André | 6    | 0 | 4 | 2 | 3:5   | 4    |

|  | Geplaatst voor de vierde fase |

### Groep Q
| Plaats | Club          | Wed. | W | G | V | Saldo | Ptn. |
| ------ | ------------- | ---- | - | - | - | ----- | ---- |
| 1.     | Vasco da Gama | 6    | 4 | 2 | 0 | 9:1   | 10   |
| 2.     | Coritiba      | 6    | 2 | 3 | 1 | 5:4   | 7    |
| 3.     | Uberlândia    | 6    | 2 | 2 | 2 | 4:3   | 6    |
| 4.     | Fortaleza     | 6    | 0 | 1 | 5 | 3:13  | 1    |

|  | Geplaatst voor de vierde fase |

### Groep R
| Plaats | Club     | Wed. | W | G | V | Saldo | Ptn. |
| ------ | -------- | ---- | - | - | - | ----- | ---- |
| 1.     | Flamengo | 6    | 3 | 2 | 1 | 9:4   | 8    |
| 2.     | Náutico  | 6    | 3 | 1 | 2 | 9:9   | 7    |
| 3.     | Santos   | 6    | 2 | 2 | 2 | 8:7   | 6    |
| 4.     | America  | 6    | 0 | 3 | 3 | 3:9   | 3    |

|  | Geplaatst voor de vierde fase |

### Groep S
| Plaats | Club                | Wed. | W | G | V | Saldo | Ptn. |
| ------ | ------------------- | ---- | - | - | - | ----- | ---- |
| 1.     | Grêmio              | 6    | 3 | 3 | 0 | 10:4  | 9    |
| 2.     | Corinthians         | 6    | 3 | 2 | 1 | 10:3  | 8    |
| 3.     | Atlético Paranaense | 6    | 1 | 3 | 2 | 5:9   | 5    |
| 4.     | Goiás               | 6    | 0 | 2 | 4 | 2:11  | 2    |

|  | Geplaatst voor de vierde fase |

## Vierde fase
|  | kwartfinale   | kwartfinale   | kwartfinale | kwartfinale |   |               | halve finale | halve finale | halve finale | halve finale |  |            | finale | finale | finale | finale |  |  |
|  |               |               |             |             |   |               |              |              |              |              |  |            |        |        |        |        |  |  |
|  | Coritiba      | 2             | 0           | 2           |   |               |              |              |              |              |  |            |        |        |        |        |  |  |
|  | Fluminense    | 2             | 5           | 7           |   |               |              |              |              |              |  |            |        |        |        |        |  |  |
|  | Fluminense    | 2             | 5           | 7           |   | Fluminense    | 2            | 0            | 2            |              |  |            |        |        |        |        |  |  |
|  |               |               |             |             |   | Fluminense    | 2            | 0            | 2            |              |  |            |        |        |        |        |  |  |
|  |               | Corinthians   | 0           | 0           | 0 |               |              |              |              |              |  |            |        |        |        |        |  |  |
|  | Flamengo      | Corinthians   | 0           | 0           | 0 | 2             | 1            | 3            |              |              |  |            |        |        |        |        |  |  |
|  | Flamengo      |               |             |             |   | 2             | 1            | 3            |              |              |  |            |        |        |        |        |  |  |
|  | Corinthians   | 0             | 4           | 4           |   |               |              |              |              |              |  |            |        |        |        |        |  |  |
|  | Corinthians   | 0             | 4           | 4           |   |               |              |              |              |              |  | Fluminense | 1      | 0      | 1      |        |  |  |
|  |               |               |             |             |   |               |              |              |              |              |  | Fluminense | 1      | 0      | 1      |        |  |  |
|  |               | Vasco da Gama | 0           | 0           | 0 |               |              |              |              |              |  |            |        |        |        |        |  |  |
|  | Portuguesa    | Vasco da Gama | 0           | 0           | 0 | 2             | 3            | 5            |              |              |  |            |        |        |        |        |  |  |
|  | Portuguesa    |               |             |             |   | 2             | 3            | 5            |              |              |  |            |        |        |        |        |  |  |
|  | Vasco da Gama | 5             | 4           | 9           |   |               |              |              |              |              |  |            |        |        |        |        |  |  |
|  | Vasco da Gama | 5             | 4           | 9           |   | Vasco da Gama | 0            | 3            | 3            |              |  |            |        |        |        |        |  |  |
|  |               |               |             |             |   | Vasco da Gama | 0            | 3            | 3            |              |  |            |        |        |        |        |  |  |
|  |               | Grêmio        | 1           | 0           | 1 |               |              |              |              |              |  |            |        |        |        |        |  |  |
|  | Náutico       | Grêmio        | 1           | 0           | 1 | 2             | 1            | 3            |              |              |  |            |        |        |        |        |  |  |
|  | Náutico       |               |             |             |   | 2             | 1            | 3            |              |              |  |            |        |        |        |        |  |  |
|  | Grêmio        | 3             | 3           | 6           |   |               |              |              |              |              |  |            |        |        |        |        |  |  |

Details finale
|             |               |              |            |                                               |
| 24 mei Heen | Vasco da Gama | 0 – 1        | Fluminense | Maracanã, Rio de Janeiro Toeschouwers: 63.156 |
| 24 mei Heen |               | 23' Romerito |            | Maracanã, Rio de Janeiro Toeschouwers: 63.156 |

|              |            |       |               |                                                |
| 24 mei Terug | Fluminense | 0 – 0 | Vasco da Gama | Maracanã, Rio de Janeiro Toeschouwers: 128.781 |
| 24 mei Terug |            |       |               | Maracanã, Rio de Janeiro Toeschouwers: 128.781 |

### Kampioen
| Campeonato Brasileiro Série A de 1984 |
| Rio de Janeiro                        |
| ------------------------------------- |
| Fluminense Kampioen (2° titel)        |

## Topschutters
| Speler            | Speler                     | Goals | Club          |
| ----------------- | -------------------------- | ----- | ------------- |
| Vlag van Brazilië | Roberto Dinamite           | 16    | Vasco da Gama |
| Vlag van Brazilië | Arturzinho                 | 14    | Vasco da Gama |
| Vlag van Brazilië | Luisinho                   | 12    | America FC    |
| Vlag van Brazilië | Serginho Chulapa           | 12    | Santos        |
| Vlag van Brazilië | Lima                       | 11    | Operário      |
| Vlag van Brazilië | Tarciso                    | 10    | Grêmio        |
| Vlag van Brazilië | Lela                       | 10    | Coritiba      |
| Vlag van Brazilië | Washington                 | 9     | Fluminense    |
| Vlag van Brazilië | Reinaldo Xavier            | 9     | Palmeiras     |
| Vlag van Brazilië | Benedito de Assis da Silva | 9     | Fluminense    |
| Vlag van Brazilië | Baiano                     | 9     | Náutico       |